# OGLE-2007-BLG-368L
OGLE-2007-BLG-368Lは、さそり座の方角におよそ19,200光年の距離にある、暗い恒星である。質量は、太陽の0.64倍であり、K型主系列星であると推定されている。

## 惑星系
2009年に、OGLE計画によって重力マイクロレンズ効果が観測され、海王星程度の質量の惑星が3.3AUの軌道を公転していることが発見された。
| 名称 | 質量        | 主星との距離 （天文単位） |
| b    | 20 +7 −8 M⊕ | 3.3 +1.4 −0.8             |